# Harry Blackstaffe
Henry Thomas "Harry" Blackstaffe (Islington, 28 de julho de 1868 - 28 de agosto de 1951) foi um remador britânico.
Harry Blackstaffe competiu nos Jogos Olímpicos de 1908, na qual conquistou a medalha de ouro no skiff simples.